# Gomphocerus
Kobyłka (Gomphocerus) – rodzaj owadów prostoskrzydłych z rodziny szarańczowatych.
Głowę tych szarańczaków cechują buławkowato pogrubione wierzchołki czułków o ciemnych końcówkach. Przedplecze ma tylko jedną bruzdę na dysku wyraźnie zaznaczoną, a jego bruzda tylna biegnie za jego środkiem. Boczne listewki przedplecza mogą być u samców słabiej zaznaczone na przedzie. Pokrywy mają pole marginalne rozszerzone nasadowo i zwężone ku szczytowi. Narząd bębenkowy nakryty jest fałdem oskórka. Obie płcie mają aparat strydulacyjny. U samców golenie przedniej pary odnóży odznaczają się gruszkowatym wydęciem.
Przedstawiciele występują głównie w krainie palearktycznej. W Polsce rodzaj ten jest reprezentowany tylko przez kobyłkę syberyjską.
Takson ten wprowadzony został w 1815 roku przez C.P. Thunberga. Należy tu 9 opisanych gatunków:
- Gomphocerus armeniacus (Uvarov, 1931)
- Gomphocerus dispar Fischer von Waldheim, 1846
- †Gomphocerus femoralis Heer, 1849
- Gomphocerus kudia Caudell, 1928
- Gomphocerus licenti (Chang, 1939)
- Gomphocerus plebejus Stål, 1861
- Gomphocerus semicolor Burmeister, 1838
- Gomphocerus sibiricus (Linnaeus, 1767) – kobyłka syberyjska
- Gomphocerus transcaucasicus Mistshenko, 1951